# NGC 2932
NGC 2932 este o galaxie situată în constelația Velele. A fost descoperită în 3 martie 1837 de către John Herschel.